# Scherdruckzylinder
Ein Scherdruckzylinder ist ein mobiles Schergerät zur Untersuchung der Scherfestigkeit von Böden und Lockermaterialien am Ort der Probennahme. Mit dem Scherdruckzylinder wird die Kohäsion und der Reibungswinkel der Materialproben bestimmt.
Solche Untersuchungen von Bodenproben werden in Laboratorien auch mit Rahmenschergerät oder Triaxialgerät durchgeführt. Diese haben jedoch den Nachteil, dass die zu messende Probe erst ins Labor transportiert werden muss. Durch Transporteinflüsse (Erschütterung) kann die Historie der Probe verändert werden. Eine so veränderte Probe ist nicht mehr repräsentativ.
Mit dem Scherdruckzylinder nach Wagner sind Untersuchungen vor Ort und Laboruntersuchungen möglich. Das haben Vergleichsmessungen mit Rahmenschergerät gezeigt.

## Arbeitsweise
Der Scherdruckzylinder besteht aus den 4 Hauptbaugruppen: Basisplatte mit Spannelementen, Ausstechzylinder mit Bodenprobe, Pneumatiksystem und Flügeldrehkörper mit Drehmomentschlüssel.
Die Bestimmung der bodendruckabhängigen Scherfestigkeit erfolgt bei diesem Schergerät in einem Ausstechzylinder, der mit der Bodenprobe gefüllt auf die Basisplatte montiert wird. Der Bodendruck wird mit Hilfe eines Pneumatiksystems erzeugt, das die Bodenprobe über einen Verdichtungskolben mit der gewünschten Normalspannung komprimiert. Nach der gewählten Kompressionsdauer wird mit der Drehflügelsonde die Bodenprobe im Ausstechzylinder bei eingestellter Normalspannung abgeschert und die auftretende Scherspannung gemessen. Aus den Scherspannungen bei verschiedenen Bodendrücken werden die Parameter Reibungswinkel und Kohäsion c für die maximale Scherfestigkeit und Restscherfestigkeit errechnet.
Der Scherdruckzylinder ist für einen künstlichen Bodendruck von 10N/cm2 bis 70N/cm2 bzw. 70t/m2 ausgelegt. Die maximal erfaßbaren Scherspannungen betragen 80N/ cm2 bzw. 80t/ m2. Mit diesem großen Messbereich lassen sich alle in der Praxis auftretenden Spannungszustände simulieren und die bodenmechanische Festigkeit untersuchen.
Mit der Untersuchung von ungestörten und gestörten Bodenproben der Ton-, Schluff- und Sandfraktion deckt dieses System ein großes Einsatzspektrum ab. In einem Arbeitsgang werden sowohl die bodendruck-abhängige Scherfestigkeit als auch die Lagerungsdichte bestimmt. Durch künstliche Verdichtung der Probe im Ausstechzylinder (Proctordichte) kann darüber hinaus der Einfluss der Lagerungsdichte auf die Scherfestigkeit vor Ort bestimmt werden.